# Grotte de Son Bhandar
La grotte de Son Bhandar, aussi Sonebhandar, est une grotte artificielle située à Rajgir dans l'état du Bihar en Inde. La grotte est rectangulaire avec un plafond en ogive, et l'entrée est trapézoïdale, ce qui rappelle la structure des Grottes de Barabar (les premières grottes artificielles de l'Inde, datée du IIIe siècle av. J.-C.). La qualité du poli et de la finition sont néanmoins très inférieurs. La pierre de Son Bhandar est aussi beaucoup moins dure que le granite des grottes de Barabar, et donc n'a pas nécessité de même degré d'effort et de technique dans le travail de taille.

## Inscription dédicatoire duIVesiècle
Une inscription rupestre à l'entrée de la grotte dans des caractères Gupta du IVe siècle de notre ère mentionne la construction de la cave par le Muni ("sage") Jaïn Vairadeva, ce qui naturellement a amené à dater la grotte à cette période:
| Traduction en français | Script Brahmi (IVe siècle de notre ère) |
| --- | --------------------------------------- |
| « Muni Vairadeva, le joyau parmi les acaryas et de grande brillance, a fait faire ces deux grottes pour les ascétiques et dans lesquelles furent placées des images des arhats (tirthankaras) » — Inscription de la grotte de Son Bhandar |                                         |

Selon Gupta cependant, cette inscription est peut-être mal traduite, et, pour lui, signifierait seulement que la grotte a fait l'objet de travaux d'aménagement à cette période. Pour cette raison, il tend à dater la grotte sur la base de ses similitudes avec les grottes de Barabar (forme générale, porte d'entrée trapézoïdale, polissage bien qu’extrêmement partiel), pour en faire une grotte de l'époque d'Ashoka (260 av. J-C), voire un peu antérieure, en en faisant le précurseur de toutes les caves artificielles en Inde. Le consensus reste cependant sur la date des IIe – IVe siècles de notre ère.
L'ancienne Grotte de Saptaparni, une grotte naturelle remontant à l'époque du Bouddha, se trouve à quelques kilomètres de là seulement.

## Grotte principale

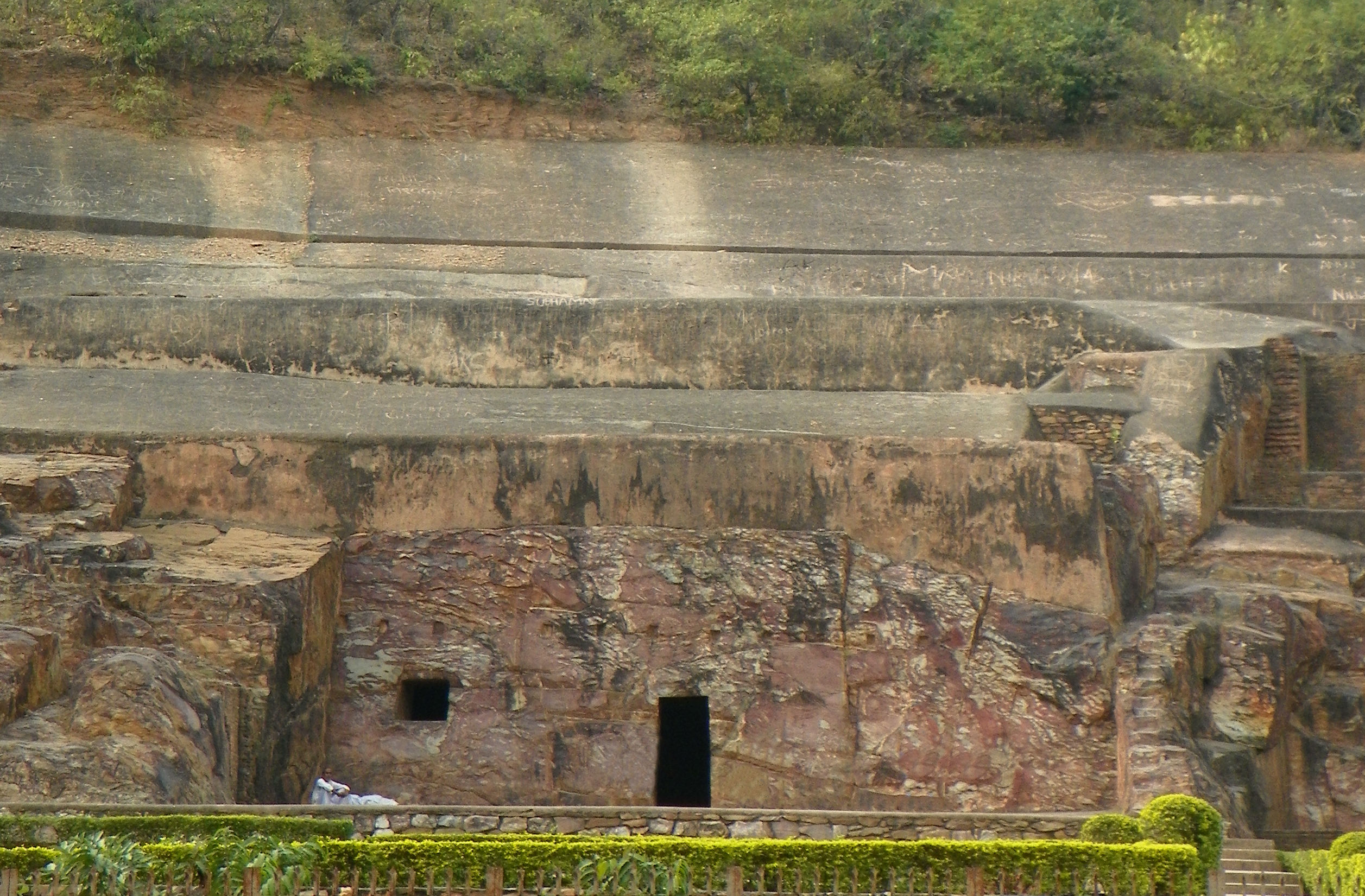
Extérieur de la grotte.
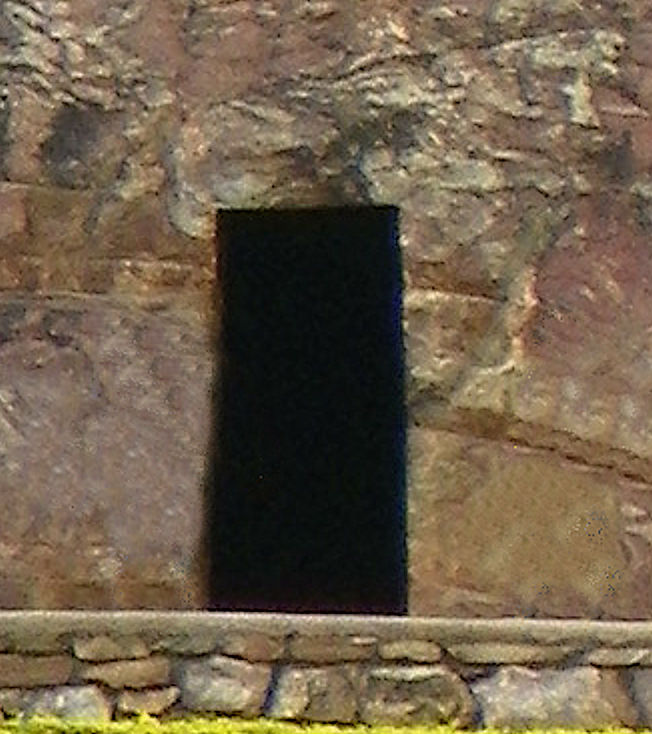
Entrée trapézoïdale
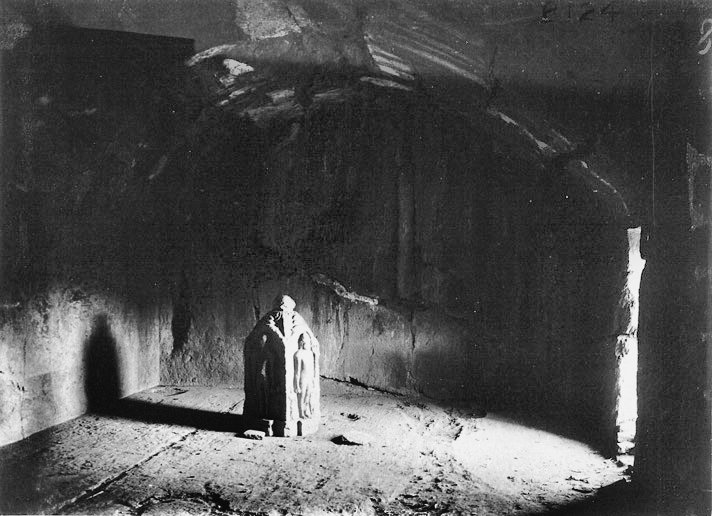
Intérieur de la grotte, avec stèle votive Jain.
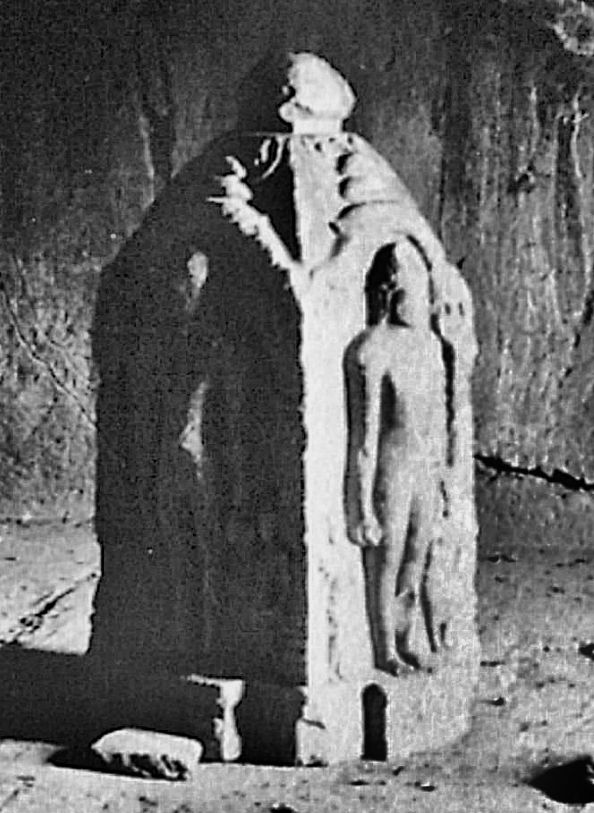
La stèle Jain.
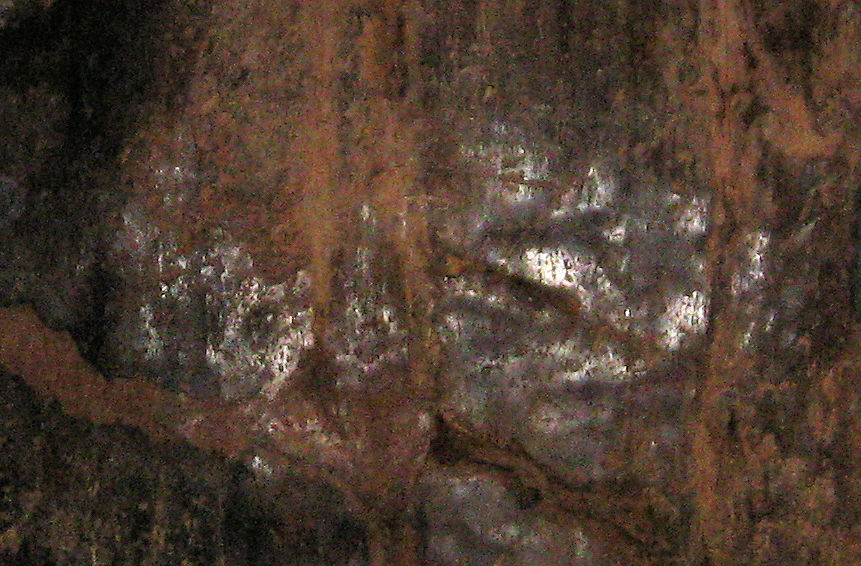
Surface partiellement polie.
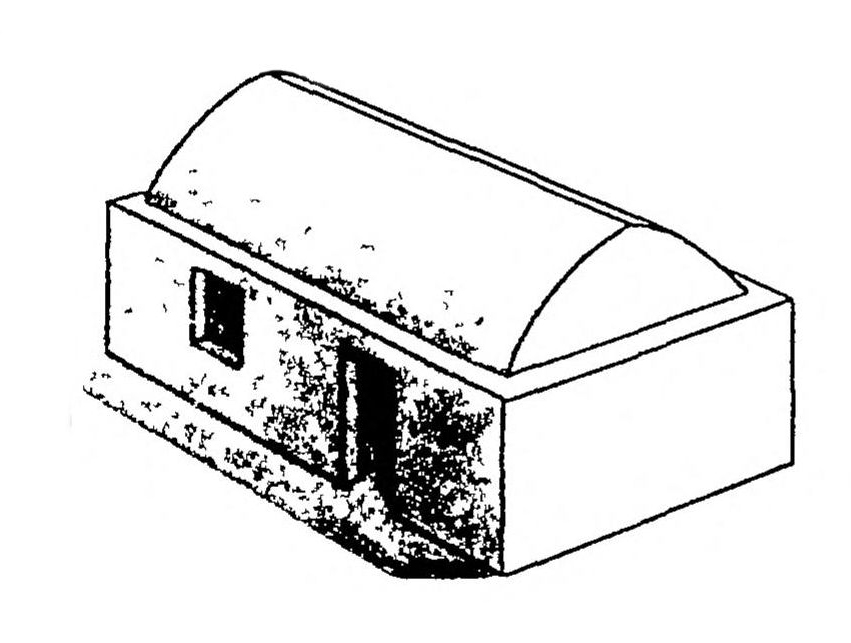
Plan en volume de la grotte principale.
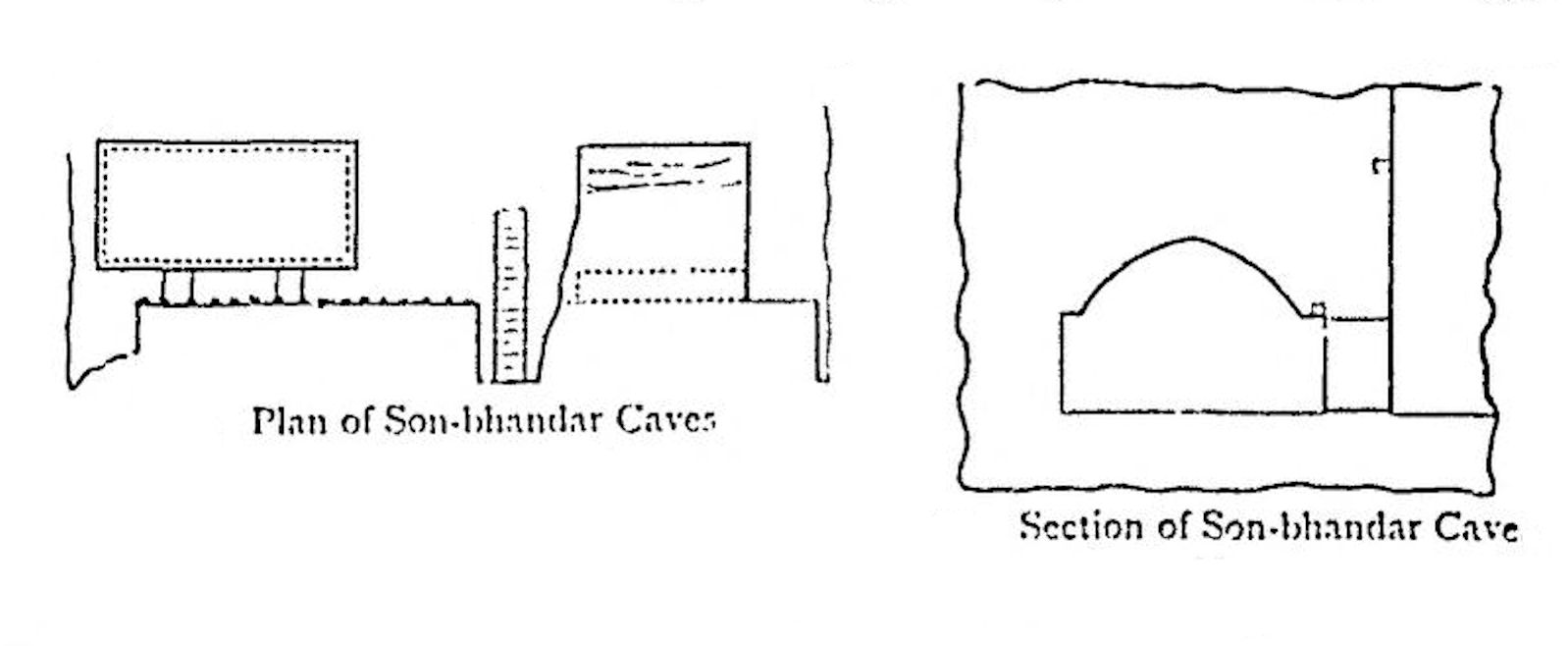
Plan de la grotte et d'une 2e petite grotte à côté.

## Grotte secondaire
La grotte secondaire, voisine de la grotte principale, est en grande partie détruite, mais elle possède quelques beaux reliefs Jains.

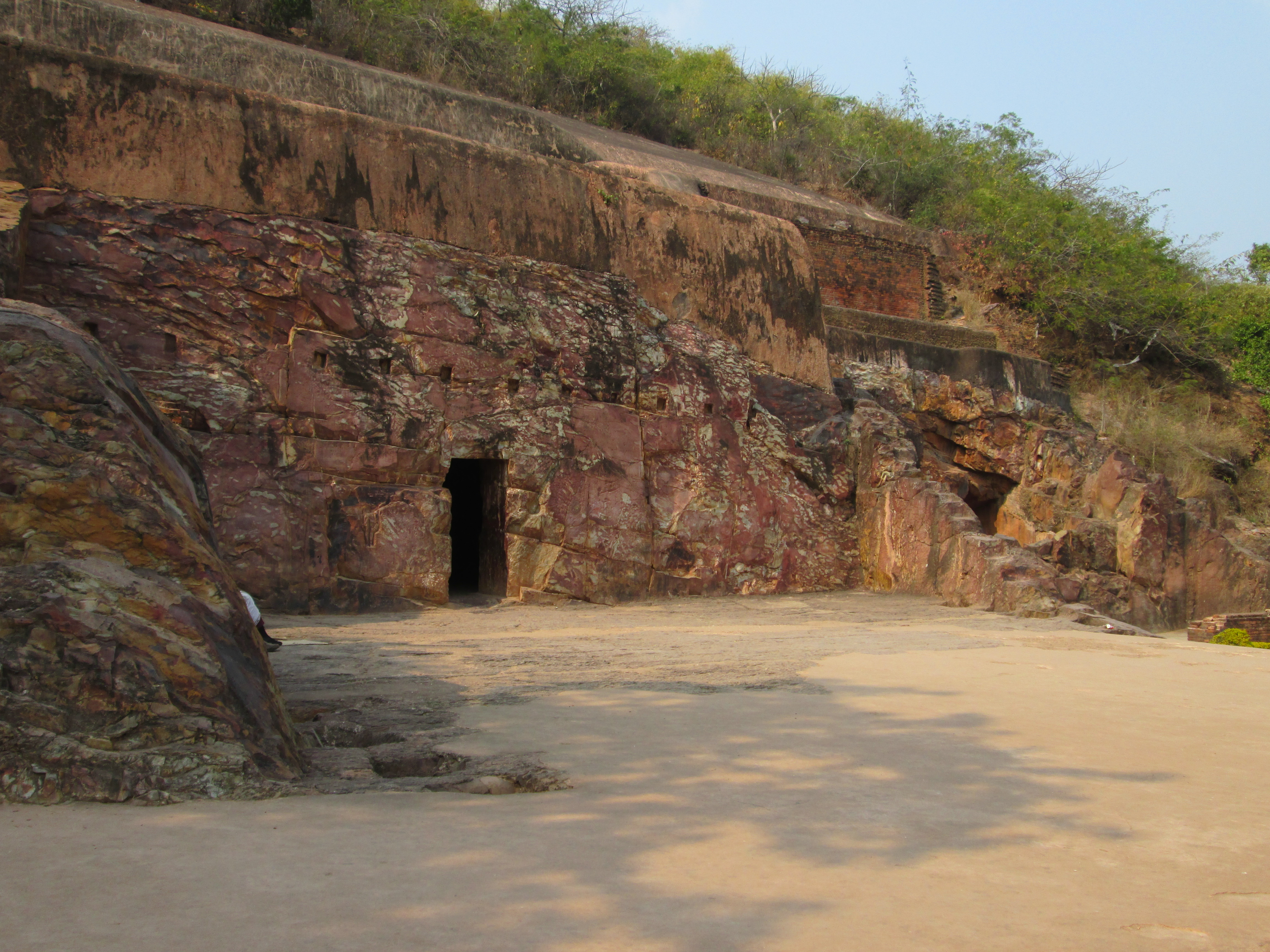
Grotte principale et grotte secondaire au second plan.
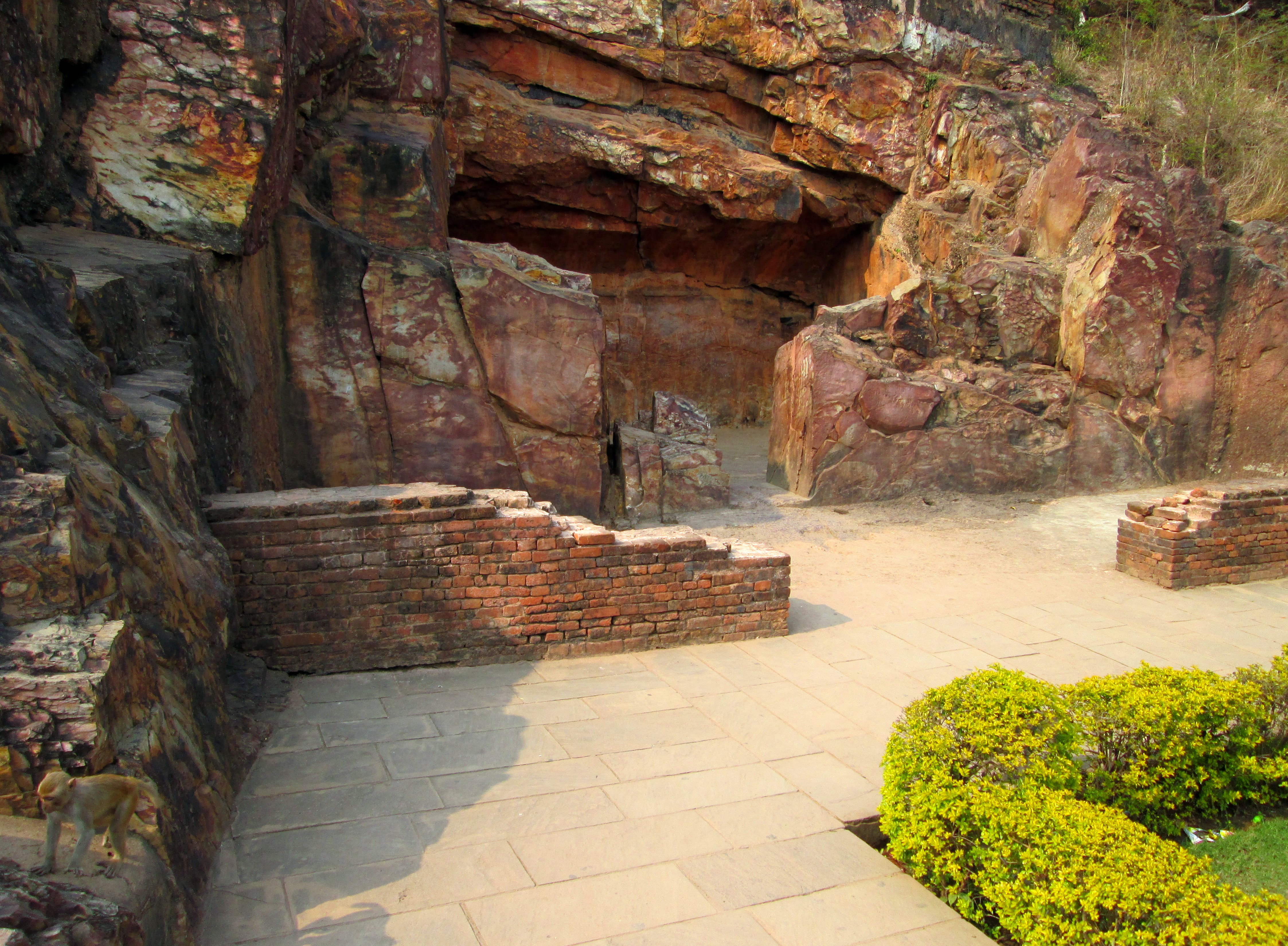
Façade de la grotte secondaire.
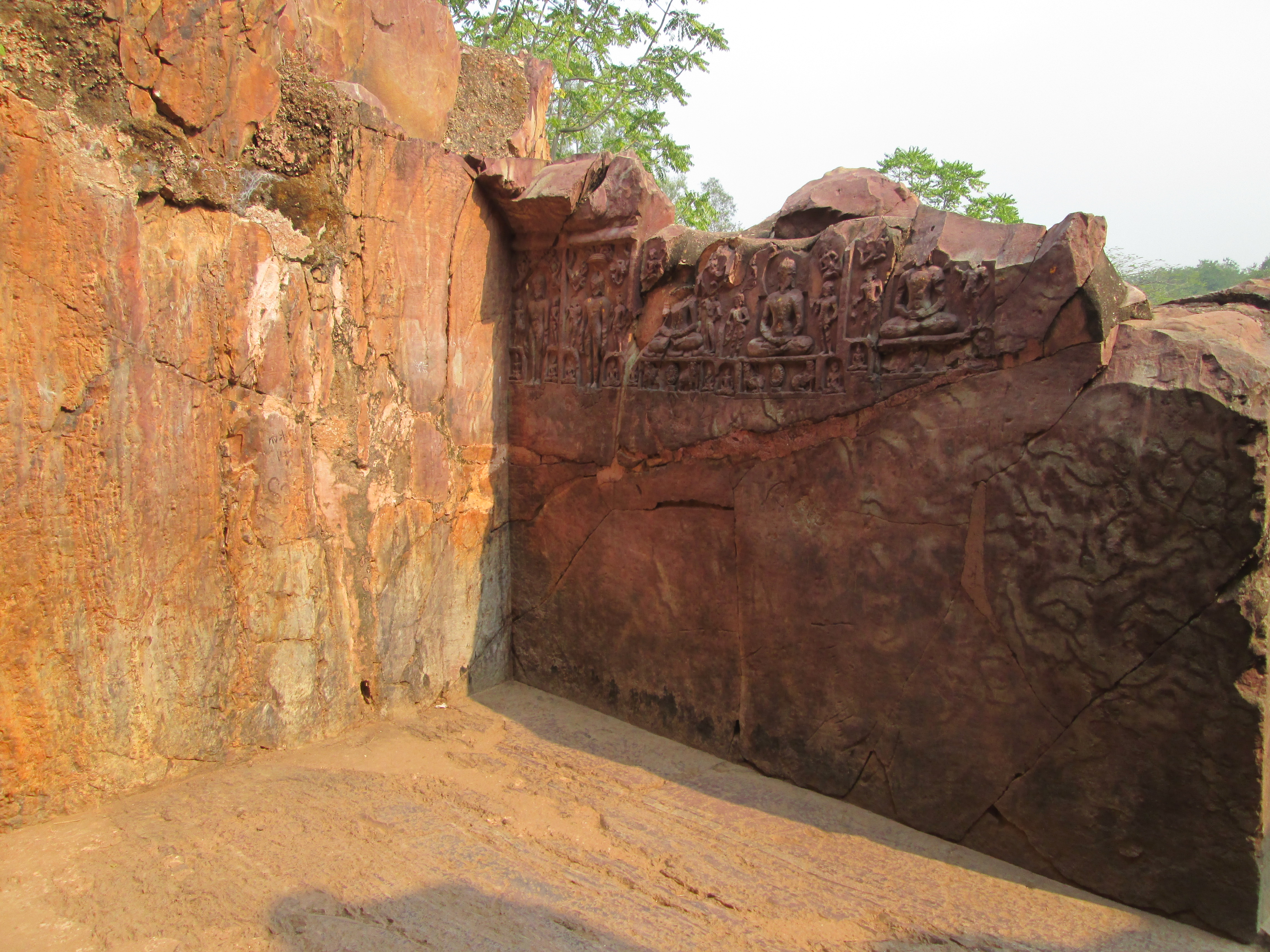
Intérieur du mur de la grotte secondaire, avec sculptures.
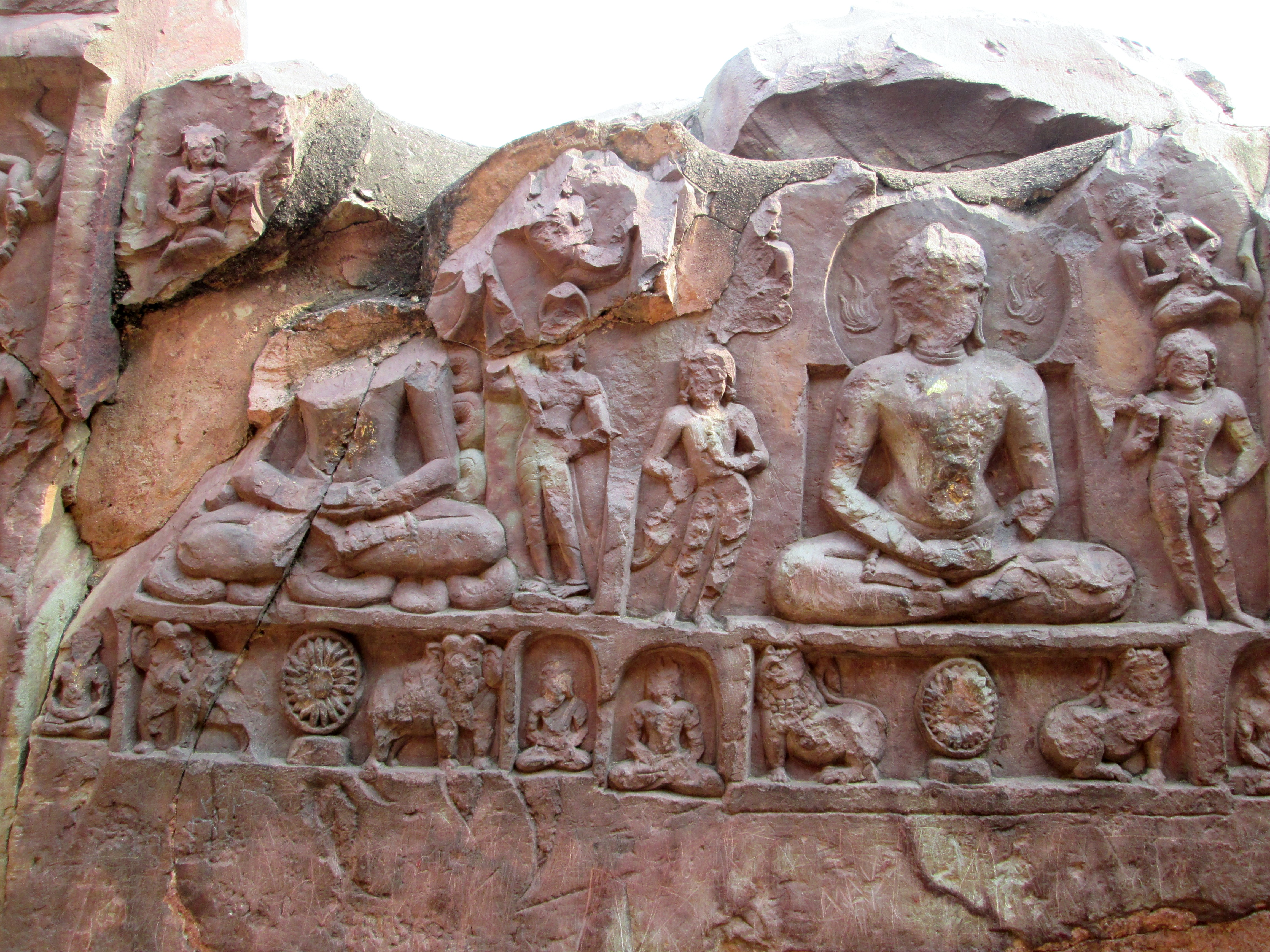
Sculptures Jains de la grotte secondaire.
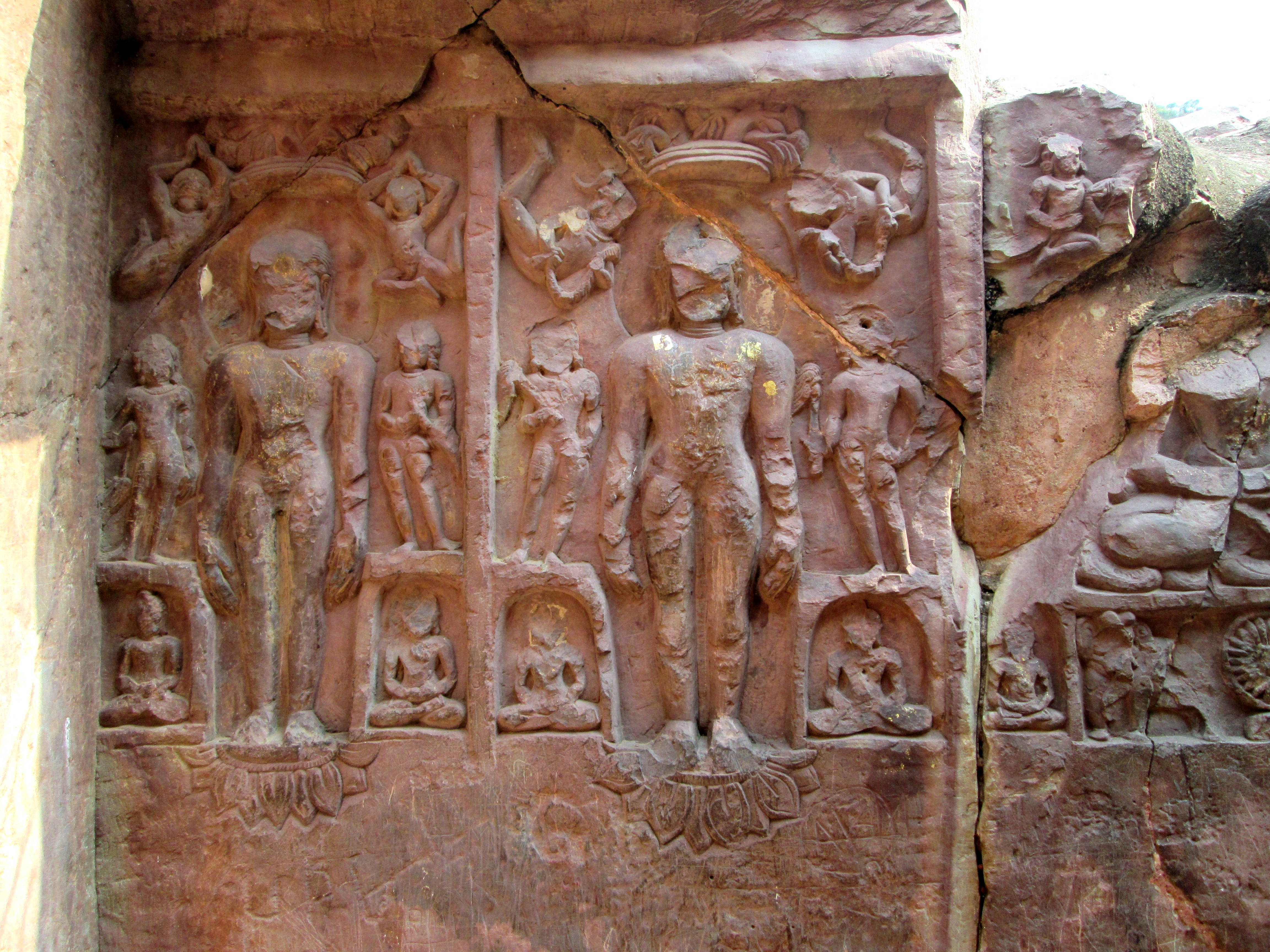
Sculptures Jains de la grotte secondaire.